# Metriocnemus hornsbyensis
Metriocnemus hornsbyensis är en tvåvingeart som beskrevs av Freeman 1961. Metriocnemus hornsbyensis ingår i släktet Metriocnemus och familjen fjädermyggor. Inga underarter finns listade i Catalogue of Life.